# Savolia maculata
Savolia maculata är en stekelart som beskrevs av André Seyrig 1952. Savolia maculata ingår i släktet Savolia och familjen brokparasitsteklar. Inga underarter finns listade i Catalogue of Life.